# Incidente dell'Antonov An-28 di Blue Wing Airlines del 2008
Giovedì 3 aprile 2008, un Antonov An-28 della Blue Wing Airlines (immatricolato PZ-TSO) si schiantò in fase di atterraggio all'aeroporto Lawa Antino di Benzdorp, in Suriname.

## L'incidente
L'aereo era decollato dall'aeroporto Zorg en Hoop di Paramaribo con diciassette passeggeri e due membri dell'equipaggio alle 10:00 ora locale. Undici dovevano sbarcare alla pista di atterraggio di Lawa Antino, 10 km a ovest della città mineraria di Benzdorp, vicino al fiume Lawa, al confine con la Guyana francese. Si stavano preparando a lavorare per la società di telecomunicazioni Telesur.
L'incidente avvenne intorno alle 11:00 ART (14:00 UTC). Secondo i primi resoconti dei media, l'aereo dovette interrompere l'atterraggio, poiché la pista era utilizzata da un altro An-28 della Bluewing. L'aereo tentò una riattaccata ma non riuscì a guadagnare quota e si schiantò contro una montagna.

## Le vittime
Il pilota, Soeriani Jhauw-Verkuijl, era la moglie del presidente della Blue Wing Airlines Amichand Jhauw. Suo fratello e collega fu testimone oculare dell'incidente. Tra le vittime c'era anche il copilota Robert Lackin e una famiglia di sei persone di Antecume Pata, cittadini della Guyana francese. Avrebbero dovuto proseguire il volo per Anapaike.
Una squadra forense della polizia nazionale olandese venne inviata per assistere nell'identificazione delle vittime. Mentre nove delle vittime vennero identificate in Suriname, le ultime dieci furono identificate da un istituto forense olandese solo utilizzando l'analisi del DNA.